# 강유삼
강유삼(1981년 7월 25일 ~)은 삼성 라이온즈의 전 야구 선수다. 통산 1경기 4이닝 ERA 4.50을 기록했다.

## 출신 학교
- 세광고등학교
- 경희대학교

## 같이 보기
- 2006년 삼성 라이온즈 시즌